# Église Sainte-Catherine de Plancenoit
Pour les articles homonymes, voir église Sainte-Catherine.
L'église Sainte-Catherine est une église de style néo-gothique située à Plancenoit, village la commune belge de Lasne, dans la province du Brabant wallon.
Elle est connue pour les plaques commémoratives de la bataille de Waterloo, et plus particulièrement des combats de Plancenoit, qui ornent ses murs.

## Historique
L'église a été construite en style néo-gothique entre 1857 et 1859 par l'architecte provincial Émile Coulon.

## Architecture

### Architecture extérieure
L'église Sainte-Catherine présente une façade tripartite rythmée par de puissants contreforts.

La nef.